# モクウラ
モクウラ (Mokuʻula) は、ハワイ・マウイ島のラハイナに所在した、モクヒニアと呼ばれる池の中にあった島である。5ヘクタールほどのこの小さな島は伝統的な聖地であり、14世紀以来マウイの首長たちが住んだ。ハワイ王国の成立後、1837年から1845年にかけてカメハメハ3世が私邸を設けて居住した。
今日では池は埋め立てられ、マルウル・オ・レレ公園 (Maluʻulu o Lele Park) の一部となっている。1994年8月29日にハワイ州歴史登録財に、1997年5月9日にカメハメハ3世の王宮複合体 (King Kamehameha III's Royal Residential Complex) として国家歴史登録財に追加された。

## 歴史

### ロコ・オ・モクヒニア
モクウラは、モクヒニア (Mokuhinia) と呼ばれる6.9ヘクタールの湿地の中にあった。この湿地は湧水によって池を形成していた。
この池は、強力なトカゲ（モオ Moʻo）の女神であるキハワヒネ (Kihawahine) の住まいであると伝えられていた。神話によれば、マウイの首長ピイラニの娘である女首長カラアイヘアナ (Kalaʻaiheana) の生まれ変わりがモオであるという。
ハワイ人はモクヒニア内でタロイモ畑（ロイ loʻi）を作り、養魚池を設けた（古代ハワイにおける魚の養殖については、Ancient Hawaiian aquaculture参照）。

### 在りし日のモクウラ

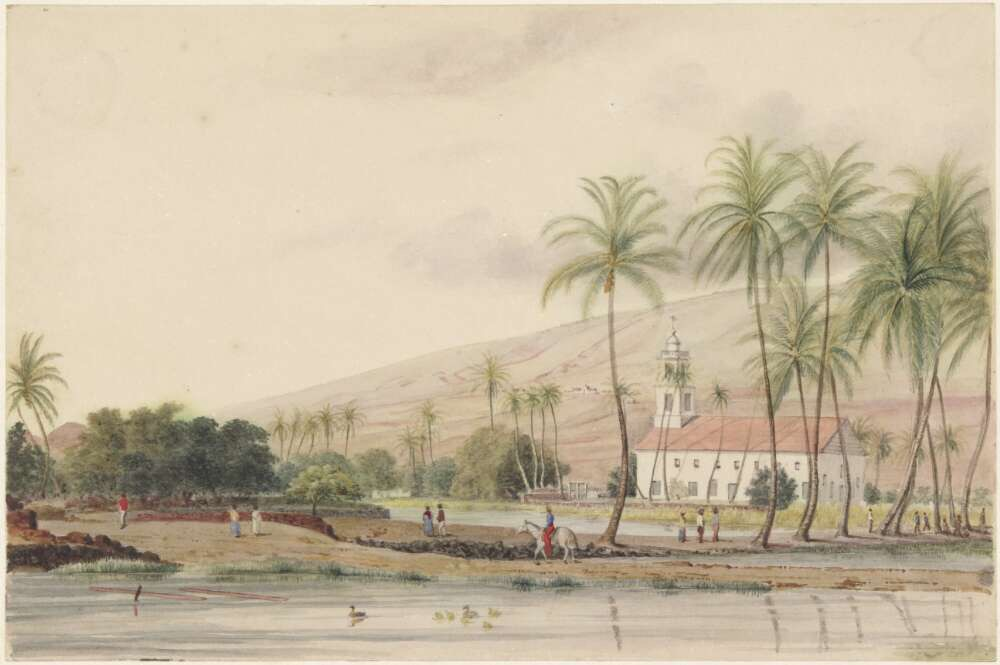
ワイネエ教会（現在のワイオラ教会）は、モクヒニアに隣接して建てられた。

モクウラは、ハワイの人々からはピコ (piko) の名で呼ばれ、活力と権力の象徴的な中心であった  。
人類学者のP・クリスティアン・クリーガー (P. Christiaan Klieger) は、以下のように述べている。「モクウラの堀に囲まれた宮殿は……「神聖な赤い霧」の地であった。太平洋捕鯨の騒々しく陽気な日々にもたらされた、休息と静けさのオアシスであった」。
1837年から1845年にかけてカメハメハ3世が私邸を設けて居住した。ケオプオラニ（カメハメハ1世の妃の一人）やナヒエナエナ王女（カメハメハ1世の娘）は、はじめモクウラの霊廟に葬られた。1888年に彼女たちの遺体はワイネエ教会（現在のワイオラ教会）に隣接する墓地に移された。

### モクウラの消滅と復元の試み

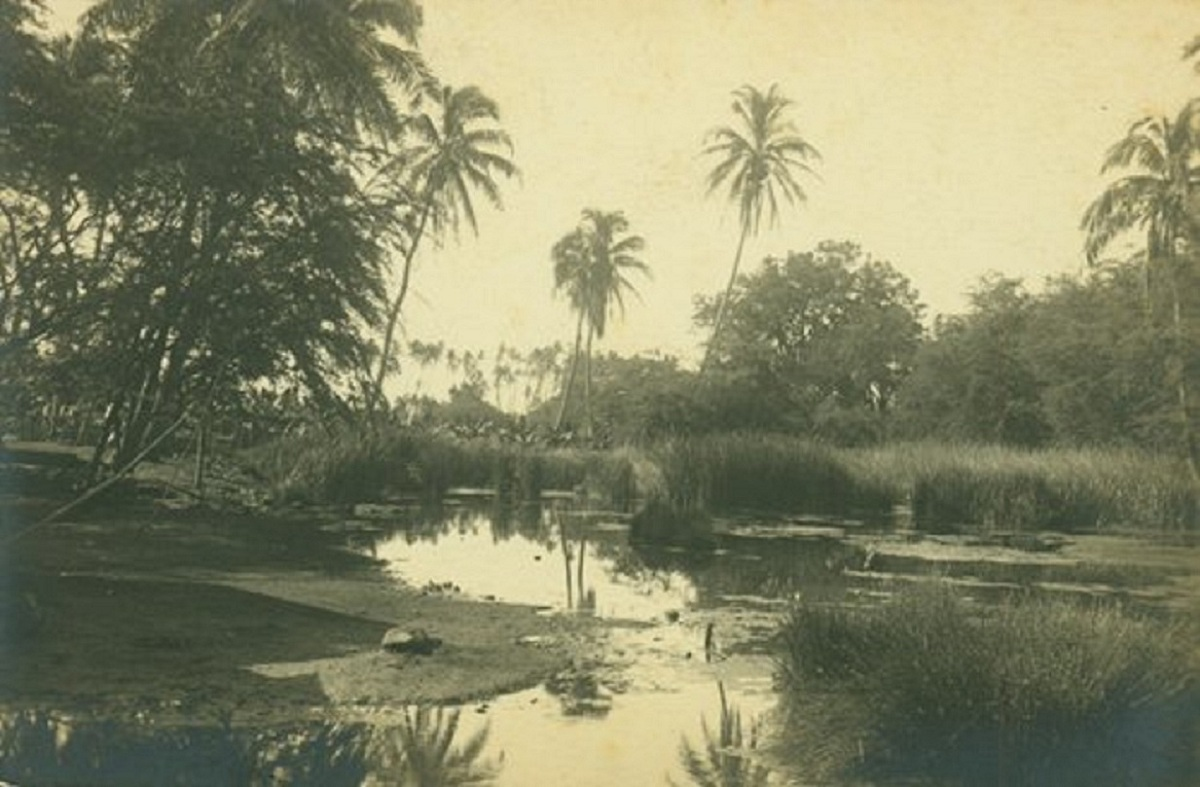
モクヒニア（1910年撮影）

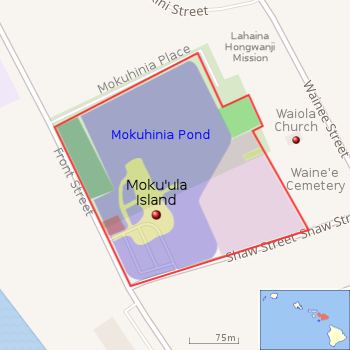
モクウラ復元プロジェクトの図

ハワイ王国の首都がラハイナからホノルルに移転すると、モクウラは荒廃した。池は蚊の繁殖地になったことを理由として1916年に埋め立てられた。1918年の大統領令により、この土地はマルウル・オ・レレ公園に作り替えられた。
1990年、非営利団体「モクウラの友」(The Friends of Mokuʻula) が設立され、聖地の復元に取り組んだ 。1992年から1995年と、1999年に、ビショップ博物館とリテージ・サーベイズ (Heritage Surveys) の考古学者が遺跡を調査し、その特徴と境界を文書化した。20世紀末以来、モクヒニアの湿地を再生してモクウラを復活させようとする（これとともに生態系も復元しようとする）提案が行われている。当地を管理しているのはマウイ郡であり、湿地回復事業にはアメリカ陸軍工兵隊が協力する。ただし遺跡保護と環境アセスメントなどをめぐって、協議は難航した。